# 宮城県仙台第三高等学校
宮城県仙台第三高等学校（みやぎけんせんだいだいさんこうとうがっこう）は、宮城県仙台市宮城野区鶴ケ谷一丁目にある県立高等学校。通称は「三高」（さんこう）もしくは「仙台三高」（せんだいさんこう）。2010年（平成22年）から第Ⅰ期スーパーサイエンスハイスクール(SSH)に指定され、2017年（平成29年）に第Ⅱ期、2022年（令和４年）に第Ⅲ期のスーパーサイエンスハイスクール指定を受けている。

## 概要
団塊の世代の高校進学を迎えて高校の増設が急務となっていたことや、同時期仙台市より普通科高校の設置の要望が出されていたことから、これらを受ける形で1963年に開校した。
1968年には宮城県初、全国的にも早い段階で理数科が設置された。
元々は進学実績で県内でも上位となるように生徒の教育指導を行っている。
2009年度より共学化されたが、校章・校歌はそのまま使用されている。共学化を推進したのは、当時の宮城県知事で仙台二高OBの浅野史郎だった。

## 教育課程
- 普通科

現在は6学級240名定員。開校当初は7学級定員で募集し8学級で運営していた。のち7学級に改められ、長らく7学級体制が続いていた。しかし、平成14年に現在の6学級になる。
- 理数科

設置時は1学級40名定員だったが、のち2学級80名定員となる。理数科研修会・理数科研究発表会など、普通科のカリキュラムには含まれていない行事がある。

## 沿革
- 1961年（昭和36年）3月17日 - 普通高校設立の請願書提出。
- 1963年（昭和38年）
  - 4月1日 - 宮城県仙台第三高等学校開校。
  - 4月16日 - 宮城県仙台第三高等学校開校式。この日を以て仙台三高の開校日とする。
- 1968年（昭和43年）4月1日 - 理数科を設置。
- 1970年（昭和45年）
  - 4月1日 -「服装の自由化」を公認する。
  - 6月19日 -「三高襲撃事件」発生。
  - 8月5日 - 弓道部、インターハイ初優勝。
- 1971年（昭和46年）10月1日 -生徒会会則改正。生徒会長制廃止、代議員制に移行。
- 1983年（昭和58年）7月 - 高校野球県大会、初の決勝戦出場。
- 1988年（昭和63年）6月 - 陸上部、高校総体4連覇。
- 1989年（平成元年）1月8日 - 仙台三高史上初とされる日の丸掲揚。事由は昭和天皇崩御にかかる弔旗掲揚のため。
- 1991年（平成3年）9月 - 秋期高校野球県大会、公立高校として初めて、私立三強（東陵・東北・仙台育英）を全て破る。
- 1993年（平成5年） - 最後の修学旅行。
- 1996年（平成8年） - 栗駒登山中止、蔵王登山に変更。
- 2001年（平成13年） - 再度栗駒登山に変更。
- 2005年（平成17年）
  - 4月 - 空き教室を活用して自習室を設置。
  - 10月12日 - 第1回スポーツフェスティバルが行われる。
  - 10月20日 - 2009年度に校舎改築と共に共学化へ移行するという内容の教育委員会計画案が決定する。
- 2009年（平成21年）4月1日 - 男女共学となる。
- 2010年（平成22年）4月1日 - スーパーサイエンスハイスクール（SSH第1期）の指定を受ける。
- 2013年（平成25年）10月 - 国立台湾師範大学附属高級中学と姉妹校締結する。
- 2017年（平成29年）4月1日 - スーパーサイエンスハイスクール（SSH第2期）の指定を受ける。
- 2022年（令和4年）5月18日 - 生徒総会にて生徒会長制への再移行を決定。
- 2025年（令和7年）
  - 4月-生徒手帳が電子化される。
  - 同月-食堂である「尚志庵」が値上げを実施。

## 校風

### 師弟一行
仙台三高の通用口に職員用は存在しない。教職員、生徒共に同じ通用口から出入りする。事務室脇の通用口は、来客用と校長専用である。同様に教職員用の便所も存在しなかったが、2006年には存在している。新校舎への建て替え後も、「一部トイレの生徒使用禁止」に留まっており、これは初代校長、小針寿一の、常に師弟は共にあるべきという理念による。

### 制服の自由化
仙台三高は制服の自由を採用しているが、これは単なる私服とは全く意味が異なる。即ち単なる『「規制」からの「自由」という考えに立つものではなく、「服装の自由化」を通して自主性・自律性を高めあうという不断の努力が要求される』（生徒手帳内「制服自由化」に思うより抜粋）のであり、これが満たされていない制服の自由に全く意味はないとのことである。1970年3月の文書「制服自由化に思う」を以下に引用する。
ちなみに、制服自由化が定められた後も、当時の代議委員長は制服着用であった。

### 代議員制
開校当初は生徒会長制をとっていたが、生徒会活動への無関心化、民主的な生徒会運営などを理由とし、代議員制を採用した。移行中、賛成派・反対派両方の生徒会長が選出され、移行には数年の年月を要している。代議員制の導入により意志決定は代議員会により行われ、全校生徒の投票により選出される役員は、代議員会議長、会計長、監査委員長、応援団長である。
なお、2022年度後期生徒総会において、一部の生徒に過度な負担がかかるなどの理由で、生徒会長制の復活を求める議案が賛成多数により可決した。

### 生徒会制
上記のように2022年（令和4年）の後期生徒総会において生徒会制に移行されることが決定され、翌年の2023年（令和5年）から1971年に代議員制に移行してから約半世紀ぶりに第十代となる生徒会長が誕生した。

## 部活動
仙台三高は県内のナンバースクールや進学校の中では部活動が盛んであることが知られている。また、高いレベルでの文武両道を謳っており、全国大会に出場するなど目覚ましい成績を残している部活もある。特に県内でも強豪といわれているのが、運動部ではフェンシング、ラグビー、陸上競技、硬式テニス、文化部では放送部、自然科学部である。特に自然科学部はSSH指定校ということもあり、非常に高いレベルでの研究活動を行っており、全国大会常連であり近年では国際大会にも日本代表として出場している。
- 運動部
  - 陸上競技/硬式野球/サッカー/バスケットボール(男女)/ラグビー/テニス(男女)/ソフトテニス/ハンドボール/バレーボール(男女)/バドミントン/フェンシング/卓球/水泳/弓道/剣道/柔道/山岳
- 文化部
  - 吹奏楽/自然科学(化学班・生物班・物理班・地学班)/軽音楽/茶道/演劇/美術/放送/将棋/新聞・文芸/写真/語学/数学/生活科学
  - SSHクラブ（全教員を顧問とした上で、他の部に所属している生徒も参加できる）

## 校章
太平洋の波と、蛍雪の蛍から図案化したものである。当初は開校した土地一帯が通称「重箱山」と称されていたことから、重箱を重ねたものとする案もあったが、初代小針校長が、校地から見える太平洋に着想を得て、この校章となった。
- 校章にはいくつかの異伝があるが、「躍進三高--仙台三高創立30周年記念誌」によって掲載されているものが正式のものである（蛍の背に菱状の模様がある）。なお、蛍の図案が実物に近い図案になっているものは、開校当初から存在しているが、正式な校章ではない。
- なお、逍遙歌の一節に「夏の夜に蛍が飛ぶ沼」という内容の節があるが、実際に蛍が飛んでいたのは与兵衛沼であり、このことも校章に蛍が採用された理由の一つでもある。

## 校歌・応援歌
学校で最初に作られたのは逍遙歌であり、校歌ではない。応援歌は殆どが開校時に作られたが、のちに歌われなくなった歌も数曲ある。
校歌は初代校長である小針寿一が自ら作詞を行った。

## 応援団
本校応援団（正式には應援團）は所謂バンカラスタイルの応援団である。応援団は新入生に対して応援歌歌唱指導を行う。これは校歌、応援歌をはじめ、挨拶や応援の仕方などを新入生に教えるための伝統の行事であり、入学式の翌日、すなわち生徒会入会式・応援団歓迎会後に開始され、約一週間後、新入生の練度に応じて期間が延長される。応援スタイルは開校時に仙台一高の応援団に手ほどきを受け、技法を確立した。
近年は少子高齢化や高圧的な応援練習を強いることで生徒に負担をかけるハラスメントの問題などの影響を受け、団員数は減少し現在では規則に定める正式な応援団とはされていない。これは、規則に定める応援団長の存在がいないことが挙げられる。ただし、組織自体は存続しており時代に合わせた歌唱指導を展開している。
かつては、甲子園予選での硬式野球部への応援なども行われていたが、上記のような理由から部活動応援は壮行式で行われる形となっている。

## 旧校舎
中央校舎（建築当初は南校舎）・北校舎・西校舎・南校舎の順に建築された。南校舎建築時点で、旧南校舎が、中央校舎と名称が変更になった。三高の校舎設計は、数年前に改築された仙台一高の校舎設計を継承したものであり、また以降開校した各高校に受け継がれている。デザイン上の特徴として、中央校舎の廊下部分に採光小窓があり、これがアクセントとなっていた。環境アセスメントやボーリング調査といった過程が、まだ存在していなかった昭和30年代に建築された校舎であったので、耐震性についてあまり考慮されず、またこの地が非常に軟弱な地盤であったことが明らかになっていなかったために、昭和53年に発生した宮城県沖地震により大きな被害を受けて老朽化が急速に進行、さらに平成17年にも発生した同地震において当建築物は決定的な損害を受け、この時点で近い将来発生する震度5強以上の地震で全壊すると県教育委員会より警告されたため、耐用年数の50年を待たずして耐震性を考慮した校舎の一斉建て替えが決行された。なお、建て替え完了から2年後の平成23年に東北地方太平洋沖地震が発生しており、結果論ではあるが建て替えがなければ倒壊していただろうと考えられる。
- 西校舎・文化会館が二階建になっているのは単に地盤上の理由による。
- 南校舎建築以前は、校章をかたどった噴水が設置されていた。
- 南校舎と中央校舎は、書類上連続した建築物とはなっていない。
- 重力の関係で、保健室を拡張することは不可能である。北校舎一階にやたら部屋が多いのはこの関係による。

- 新校舎が平成21年に建てられ、旧校舎跡は野球場となり、当時の面影はない。

### 学生食堂
開校以来「尚志庵」が営業していたが、現在は食中毒の発生、高齢化に伴い営業を辞退し、2008年の新学期（4月）から「尚志庵」の名前を引き継ぎ新業者が営業を開始している。券売機の設置や日替わり丼、フェアを行うなど近代的な学生食堂へ様変わりしている。

### 自習室
平成17年、中央校舎1階に個人ブース形式の机が並べられた自習室が完成した。新校舎になると共に2階昇降口左に設置された、校内でエアコンが設置されている部屋の一つである。

## 行事
- 修学旅行は2学年時に2泊3日の日程で行われる。ただし、その日程の多くは探究活動や学習活動に費やされるため、他校の修学旅行に比べて娯楽は少ないといわれている。
- 草創期より毎年行われてきた伝統の水泳大会とマラソン大会が2005年度より廃止され、体育大会が年2回(7・10月)開催されるようになった。なお、前期が球技大会、後期が三高スポーツフェスティバル（陸上競技）であり、クラス対抗戦となっている。
- 毎年、夏休み明けに三高祭が実施されている。しかし2008年度の文化祭では中夜祭を大きく改変し「男子校ならではのミスコン」を実施し、盛大に盛り上げるなど年々生徒達の三高祭への意識が向上しているようにみられる。そのほかにもこの年の文化祭では運動部が多く出店するなど例年にはなかった意識がみられた。2024年（令和6年）にはコロナによる規制が緩和され、一般公開では前年度に比べて2倍程度の来校者が来たといわれている。
- 毎年の5月には芸術鑑賞会が行われる。古典芸能、音楽、舞踊の三つのジャンルを高校三年間を通じて全て体験できるようにしている。

## 著名な卒業生
- 佐々木寿人 - プロ雀士
- 藤崎智 - プロ雀士
- 梶梨沙子 - プロ雀士
- 梅津和時 - ミュージシャン
- 竹鼻純 - 元ミヤギテレビアナウンサー
- 中野裕通 - ファッションデザイナー
- 和光晴生 - 日本赤軍
- 多田文明 - ルポライター
- 佐々木一十郎 - 名取市長
- 若生英俊 - 富谷町長（第4代）
- 秋亜綺羅－詩人、エッセイスト
- 千葉雄大 - 俳優
- 島﨑信長 - 声優
- 西條剛央 - 哲学者、心理学者
- 大熊正太郎 - 競輪選手
- 柳井雅也 - 経済地理学研究者
- 斉藤文春－現代美術家、書家
- 三浦直之 - 劇作家、劇団「ロロ」主宰
- 加藤裕介 - アール・エフ・ラジオ日本アナウンサー
- 芳賀俊 - 映画監督
- 赤間清人 - ミュージカル俳優
- 嶋崎達也 - ラグビー指導者
- 宮﨑慶太 - NHKアナウンサー

## アクセス
自転車通学が可能であり実際にもっとも多い通学手段ではあるものの登下校時に坂が連続するため、電動アシスト等の補助動力無しではやや困難である。そのため、共学化してからは地下鉄から乗り換え、バス通学している生徒も少なくない。 
- 仙台市営バスを利用する場合（下車はいずれも鶴ヶ谷三丁目三高前）
  - 仙石線陸前原ノ町駅より、『鶴ヶ谷七丁目』行き乗車。（安養寺三丁目で下車して徒歩も可能）
  - 仙台駅前・18番ポール（JR仙台ロフト前）
  - 地下鉄旭ヶ丘駅より『鶴ケ谷七丁目経由仙台駅前』行き、もしくは『泉松陵高校』行き乗車。
  - 地下鉄台原駅より、『鶴ケ谷七丁目』行き乗車。
- 電車を利用する場合
  - 東北本線東仙台駅下車
  - 仙石線陸前原ノ町駅下車
  - 仙山線東照宮駅下車